# Chionaema obscura
Chionaema obscura là một loài bướm đêm thuộc phân họ Arctiinae, họ Erebidae.